# Nossa Senhora da Boa Viagem
Nossa Senhora da Boa Viagem é uma devoção mariana (hiperdulia) da Igreja Católica comum em Portugal e no Brasil, para onde foi levada por homens do mar. Ermidas e capelas foram levantadas em honra de Nossa Senhora com este título. É também a padroeira da capital mineira, Belo Horizonte. 

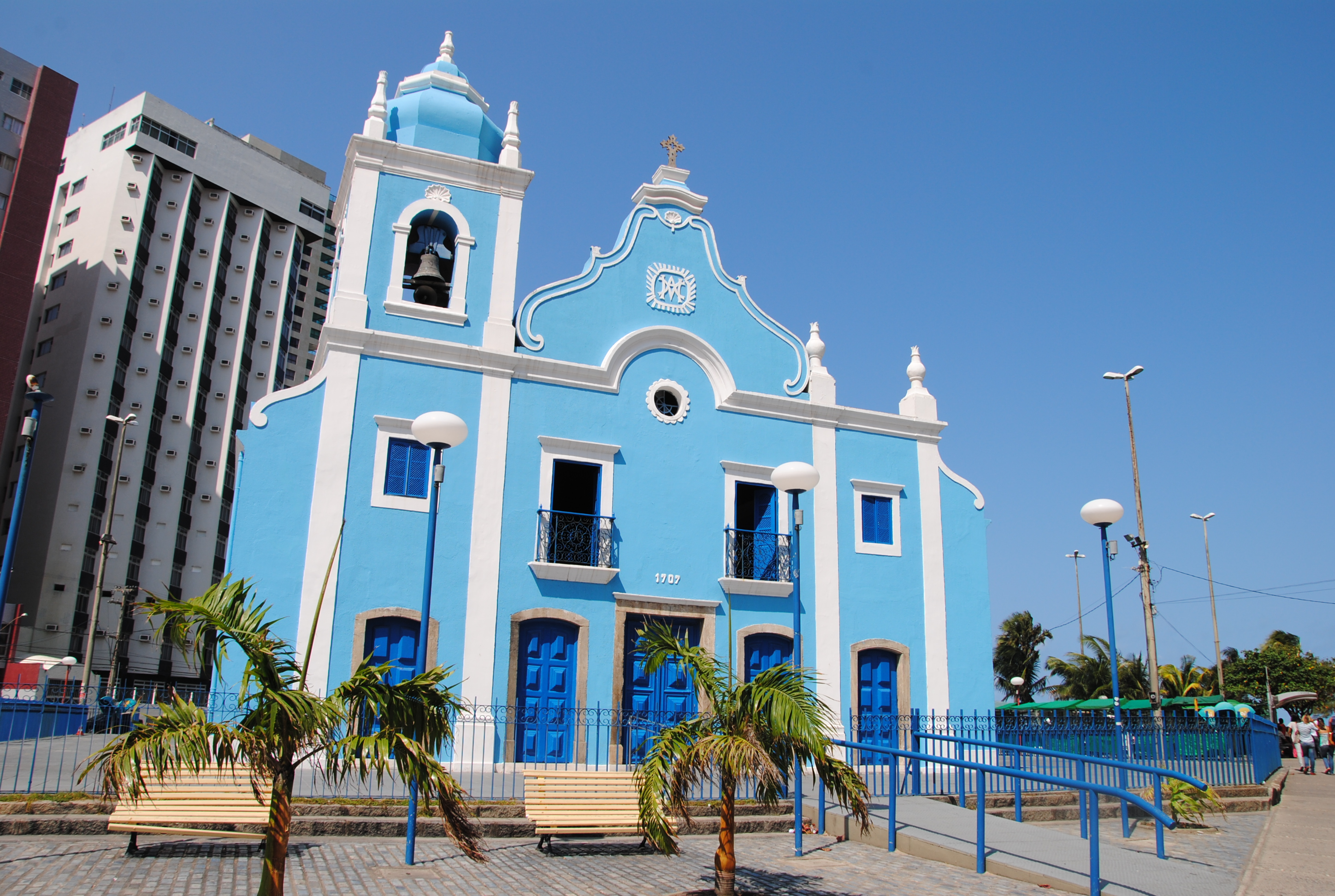
Igreja de Nossa Senhora da Boa Viagem - Recife PE.

## Em Portugal
Em Portugal, são comuns junto às estradas principais para abençoar quem por lá passa. Algumas delas se transformaram em santuários que recebem a visita de um grande número de devotos.
Os portugueses sempre foram devotos de Nossa Senhora da Boa Viagem, tanto que o mais antigo Santuário dedicado a Nossa Senhora da Boa Viagem fica localizado a duas léguas de Lisboa. 
Na vila de Ericeira, em Portugal, todos os anos, desde 1947, do dia 15 a 18 de agosto, a Senhora da Boa Viagem é homenageada com bailes, espetáculos, procissões e missa campal.     
A Nossa Senhora da Boa Viagem é, também, a santa padroeira da vila portuguesa da Moita, onde, em setembro, na primeira semana do mês, se realizam, durante dez dias, as festas em honra da Santa padroeira da vila com procissões, largadas de touros, corridas de touros, procissão naval e bênção dos barcos tradicionais do rio Tejo.
Tradicional festa de pescadores, conta com uma grande comissão organizadora onde todos os anos o mar e a praia são abençoados. Os navegadores costumavam levar uma imagem da santa em suas embarcações para que tivessem êxito nas suas empreitadas.

## A devoção em Minas Gerais

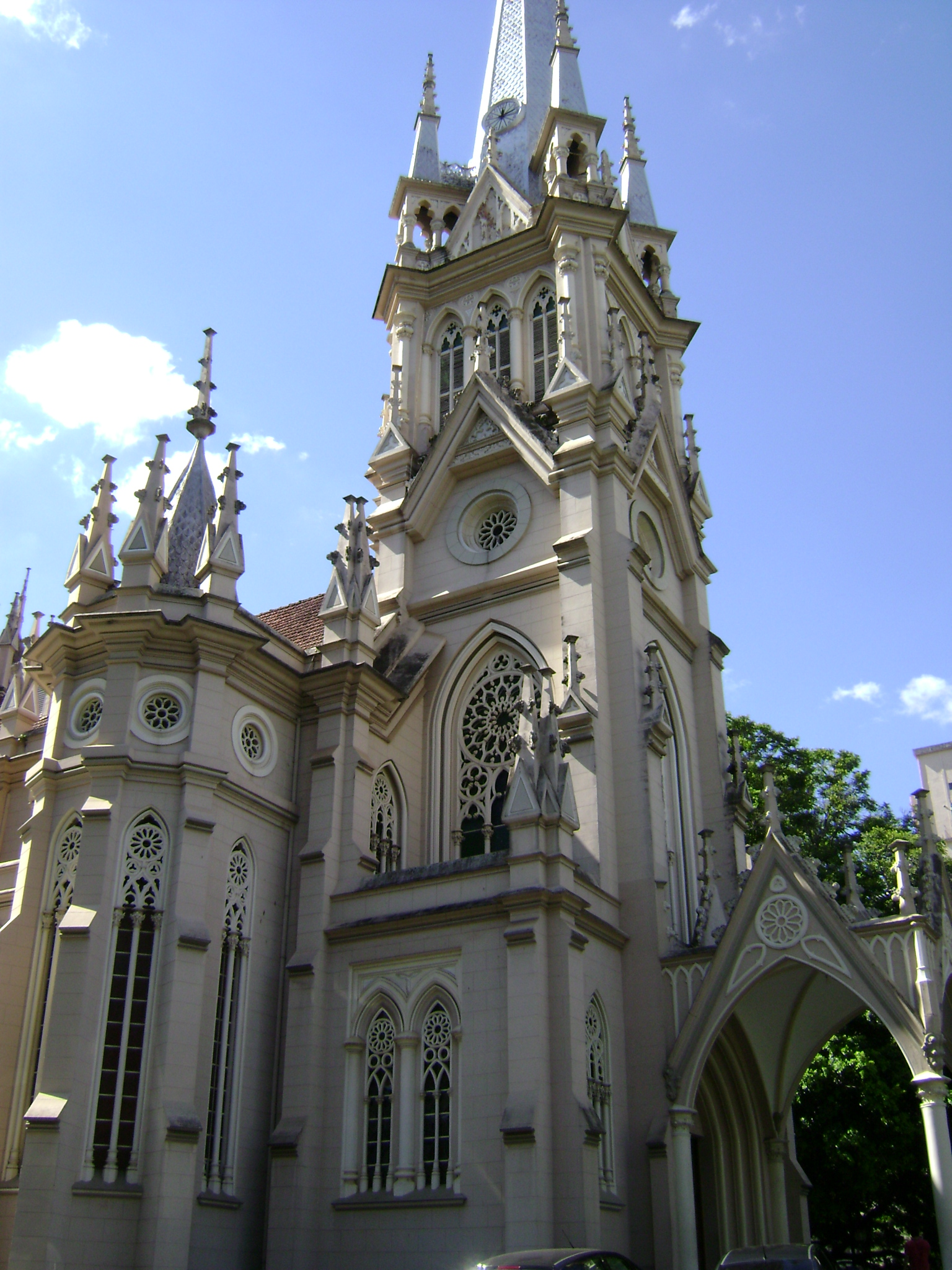
Catedral de Nossa Senhora da Boa Viagem, em Belo Horizonte.

Foi oficializada pelo papa Pio XII como padroeira de Belo Horizonte, capital do estado de Minas Gerais, a pedido do cardeal Dom Carlos Carmelo de Vasconcelos Mota.
No ano de 1706, Francisco Homem Del Rey e Luís de Figueiredo Monterroyo chegavam ao Brasil à procura das Minas de Ouro, mais especificamente a Mina de Cata Branca, localizada próxima ao Pico do Itaubira do Rio de Janeiro. 
Em 1709, chegaram à região da Mina de Cata Branca, onde fundaram o povoado denominado Itaubira do Rio de Janeiro de Nossa Senhora da Boa Viagem e, lá, construíram uma capela em Homenagem a Nossa Senhora da Boa Viagem, pois, em sua nau, já a tinham trazido de Portugal, além do retábulo e todo o material litúrgico da futura Paróquia de Nossa Senhora da Boa Viagem de Itabirito.
Em 1742, a capela de Nossa Senhora da Boa Viagem foi elevada a Paróquia.
No fim do século XVIII, criou-se o pequeno povoado de Curral Del Rey, em Minas Gerais. Por aqueles tempos, ele contava com 30 a 40 casas cobertas de sapé e pindoba, entre as quais se ergueu uma capelinha tosca, de igual cobertura, situada à margem do córrego Acaba Mundo.
Ela tinha, à sua frente, um cruzeiro e, ao lado, um rancho de tropas. Essa capelinha ficou desde o início sob a invocação de Nossa Senhora da Boa Viagem, santa de predileção dos bandeirantes e forasteiros, em virtude das condições de vida nômade que levavam. Essa capela foi destruída e, em seu lugar, foi erguida a atual Catedral da Boa Viagem.
O nome da padroeira de Curral Del Rey, portanto, segundo a velha tradição, significava ser ela a protetora do local de onde, a cada momento, partiam, para destinos diversos, boiadeiros, mascates e forasteiros de toda sorte. Significava, enfim, os votos de "boa viagem" que faziam os da terra pelo bom êxito da jornada dos que partiam.
Todos os anos em Belo Horizonte, é realizada a Procissão Luminosa, que reúne milhares de fiéis. Partindo da praça Rio Branco (Rodoviária), ela percorre a avenida Afonso Pena até a Catedral (rua Sergipe com rua Alagoas), onde é celebrada a missa solene.